# Olympische Jugend-Winterspiele 2024/Skilanglauf
Bei den IV. Olympischen Jugend-Winterspielen 2024 in Gangwon wurden sechs Wettbewerbe im Skilanglauf ausgetragen. Austragungsort war das Alpensia Cross-Country Skiing Centre. Der Langlauf-Cross Freistil sowie das disziplinenübergreifende Mixed Team Nordic wurden aus dem Programm gestrichen und durch eine 4 × 5-km-Mixed-Staffel ersetzt. Auch waren erstmals die Distanzen bei Männern und Frauen identisch.

## Qualifikation
Jedes Nationale Olympische Komitee (NOK) konnte drei Athleten für jeden einzelnen Wettkampf melden. Teilnahmeberechtigt waren Teilnehmer, die zwischen dem 1. Januar 2006 und dem 31. Dezember 2008 geboren sind. Dem Gastgeberland wurden drei Quotenplätze pro Einzelveranstaltung garantiert.
Alle NOKs die sich bei der Marc Hodler Trophäe der Nordische Junioren-Skiweltmeisterschaften 2023 platziert hatten, sowie das Gastgeberland Südkorea, hatten Anspruch auf je drei Athleten pro Einzelwettkampf.
Alle verbleibenden Quotenplätze wurden an noch nicht qualifizierte NOKs vergeben, wobei maximal ein Athlet pro Geschlecht und pro NOK gemäß einer am 18. Dezember 2023 veröffentlichten YOG-Quotenzuteilungsliste vergeben wurde, die durch Addition der Distanz- und Sprintranglistenpunkte der verschiedenen Wettbewerbe zwischen dem 1. Juli und dem 17. Dezember 2023 erstellt wurde.
Um am Teamwettbewerb teilnehmen zu können, mussten die NOKs in der Lage sein, zwei männliche und zwei weibliche Athleten aufzustellen, die sich bereits qualifiziert hatten. Wenn ein NOK nur einen qualifizierten und registrierten Athleten hatte, war das NOK berechtigt, maximal einen Athleten pro Geschlecht der Nordischen Kombination zu registrieren.
Folgende Nationen hatten sich für die Wettkämpfe qualifiziert:
| NOK                     | Männer | Frauen | Gesamt |
| ----------------------- | ------ | ------ | ------ |
| Argentinien             | 1      | 2      | 3      |
| Armenien                | 1      | 1      | 2      |
| Australien              | 2      | 2      | 4      |
| Belgien                 | 1 0    | 0      | 0      |
| Bosnien und Herzegowina | 1      | 2      | 3      |
| Brasilien               | 2      | 2      | 4      |
| Bulgarien               | 1      | 1      | 2      |
| Chile                   | 2      | 1      | 3      |
| Chinesisch Taipeh       | 1      | 1      | 2      |
| Dänemark                | 1 0    | 0      | 0      |
| Deutschland             | 3      | 3      | 6      |
| Estland                 | 2      | 2      | 4      |
| Finnland                | 3      | 3      | 6      |
| Frankreich              | 3      | 3      | 6      |
| Griechenland            | 2      | 2      | 4      |
| Großbritannien          | 1      | 2      | 3      |
| Iran                    | 1      | 2      | 3      |
| Island                  | 1      | 1      | 2      |
| Italien                 | 3      | 3      | 6      |
| Japan                   | 3 2    | 3 2    | 4      |
| Kanada                  | 2      | 2      | 4      |
| Kasachstan              | 2      | 2      | 4      |
| Kenia                   | 0      | 1      | 1      |
| Kirgisistan             | 1      | 0      | 1      |
| Kroatien                | 1      | 2      | 3      |
| Kolumbien               | 1      | 1      | 2      |
| Lettland                | 2      | 2      | 4      |
| Libanon                 | 2      | 2      | 4      |
| Liechtenstein           | 1      | 0      | 1      |
| Litauen                 | 2      | 1      | 3      |
| Moldau                  | 1      | 1      | 2      |
| Mongolei                | 2      | 2      | 4      |
| Nordmazedonien          | 1      | 1      | 2      |
| Norwegen                | 3 0    | 3 0    | 0      |
| Österreich              | 2      | 2      | 4      |
| Philippinen             | 1      | 0      | 1      |
| Polen                   | 3      | 3      | 6      |
| Rumänien                | 1      | 1      | 2      |
| Schweden                | 2      | 2      | 4      |
| Schweiz                 | 2      | 2      | 4      |
| Serbien                 | 1      | 1 0    | 1      |
| Slowakei                | 2      | 2      | 4      |
| Slowenien               | 2      | 2      | 4      |
| Spanien                 | 2 1    | 2 1    | 2      |
| Südkorea                | 3      | 3      | 6      |
| Thailand                | 2      | 1      | 3      |
| Tschechien              | 2      | 2      | 4      |
| Türkei                  | 1 0    | 1 0    | 0      |
| Ukraine                 | 2      | 2      | 4      |
| Ungarn                  | 1      | 2      | 3      |
| Vereinigte Staaten      | 3      | 3      | 6      |
| Gesamt: 51 NOKs         | 80     | 80     | 160    |

## Zeitplan
| Zeitplan Skilanglauf | Zeitplan Skilanglauf | Zeitplan Skilanglauf | Zeitplan Skilanglauf | Zeitplan Skilanglauf |
| Wettbewerbe          | Januar               | Januar               | Januar               | Februar              |
| Wettbewerbe          | 29.                  | 30.                  | 31.                  | 1.                   |
| -------------------- | -------------------- | -------------------- | -------------------- | -------------------- |
| Männer               |                      |                      |                      |                      |
| Sprint Freier Stil   | Gold                 |                      |                      |                      |
| 7,5 km Klassisch     |                      | Gold                 |                      |                      |
| Frauen               |                      |                      |                      |                      |
| Sprint Freier Stil   | Gold                 |                      |                      |                      |
| 7,5 km Klassisch     |                      | Gold                 |                      |                      |
| Mixed                |                      |                      |                      |                      |
| 4 × 5 km Staffel     |                      |                      |                      | Gold                 |
| Entscheidungen       | 2                    | 2                    | 0                    | 1                    |

| Gold | Medaillenentscheidung |

## Bilanz

### Medaillenspiegel
| Platz  | Land               | Gold | Silber | Bronze | Gesamt |
| ------ | ------------------ | ---- | ------ | ------ | ------ |
| 1      | Deutschland        | 2    | 2      | –      | 4      |
| 2      | Schweden           | 1    | 1      | –      | 2      |
| 3      | Finnland           | 1    | –      | 1      | 2      |
| 4      | Italien            | 1    | –      | –      | 1      |
| 5      | Frankreich         | –    | 2      | 2      | 4      |
| 6      | Vereinigte Staaten | –    | –      | 1      | 1      |
| 6      | Schweiz            | –    | –      | 1      | 1      |
| Gesamt | Gesamt             | 5    | 5      | 5      | 15     |

### Medaillengewinner
| Disziplin          | Gold                                                                   | Silber                                                                     | Bronze                                                                          |
| ------------------ | ---------------------------------------------------------------------- | -------------------------------------------------------------------------- | ------------------------------------------------------------------------------- |
| Männer             |                                                                        |                                                                            |                                                                                 |
| Sprint Freier Stil | Federico Pozzi (ITA)                                                   | Jakob Elias Moch (GER)                                                     | Tabor Greenberg (USA)                                                           |
| 7,5 km Klassisch   | Jakob Elias Moch (GER)                                                 | Jonas Müller (GER)                                                         | Quentin Lespine (FRA)                                                           |
| Frauen             |                                                                        |                                                                            |                                                                                 |
| Sprint Freier Stil | Elsa Tänglander (SWE)                                                  | Kajsa Johansson (SWE)                                                      | Nelli-Lotta Karppelin (FIN)                                                     |
| 7,5 km Klassisch   | Nelli-Lotta Karppelin (FIN)                                            | Agathe Margreither (FRA)                                                   | Annette Coupat (FRA)                                                            |
| Mixed              |                                                                        |                                                                            |                                                                                 |
| 4 × 5 km Staffel   | DeutschlandSarah Hofmann Jonas Müller Lena Einsiedler Jakob Elias Moch | FrankreichAgathe Margreither Gaspard Cottaz Annette Coupat Quentin Lespine | SchweizLeandra Schöpfer Nolan Gertsch Ilaria Gruber Maximilian Alexander Wanger |

## Ergebnisse

### Männer

#### Sprint freier Stil
| Platz         | Land | Athlet                      | Zeit (min) |
| ------------- | ---- | --------------------------- | ---------- |
| Finale        |      |                             |            |
| 1             | ITA  | Federico Pozzi              | 3:16,27    |
| 2             | GER  | Jakob Elias Moch            | 3:16,60    |
| 3             | USA  | Tabor Greenberg             | 3:17,33    |
| 4             | GER  | Milan Neukirchner           | 3:18,99    |
| 5             | SUI  | Nolan Gertsch               | 3:19,14    |
| 6             | SWE  | Måns Ravald                 | 3:27,21    |
| Halbfinale    |      |                             |            |
| 7             | AUT  | Elias Eischer               | 3:10,66    |
| 8             | SUI  | Maximilian Alexander Wanger | 3:10,72    |
| Viertelfinale |      |                             |            |
| 15            | GER  | Jonas Müller                | 3:09,61    |
| Qualifikation |      |                             |            |
| 35            | AUT  | Niklas Walcher              | 3:18,78    |

Datum: 29. Januar 2024

#### 7,5 km klassisch
| Platz | Land | Athlet                      | Zeit (min) |
| ----- | ---- | --------------------------- | ---------- |
| 1     | GER  | Jakob Elias Moch            | 19:47,2    |
| 2     | GER  | Jonas Müller                | 19:52,6    |
| 3     | FRA  | Quentin Lespine             | 19:54,1    |
| 4     | FRA  | Gaspard Cottaz              | 20:09,5    |
| 5     | SWE  | Måns Ravald                 | 20:13,4    |
| 6     | FIN  | Topias Vuorela              | 20:15,5    |
| 7     | SUI  | Nolan Gertsch               | 20:15,8    |
| 8     | CZE  | Eduard Simbartl             | 20:21,7    |
| 9     | ITA  | Marco Pinzani               | 20:22,4    |
| 10    | ITA  | Federico Pozzi              | 20:23,0    |
| …     |      |                             |            |
| 13    | SUI  | Maximilian Alexander Wanger | 20:35,0    |
| 17    | GER  | Milan Neukirchner           | 20:47,1    |
| 24    | AUT  | Elias Eischer               | 21:01,7    |
| 38    | AUT  | Niklas Walcher              | 21:51,0    |

Datum: 30. Januar 2024

### Frauen

#### Sprint freier Stil
| Platz         | Land | Athlet                | Zeit (min) |
| ------------- | ---- | --------------------- | ---------- |
| Finale        |      |                       |            |
| 1             | SWE  | Elsa Tänglander       | 3:33,98    |
| 2             | SWE  | Kajsa Johansson       | 3:34,24    |
| 3             | FIN  | Nelli-Lotta Karppelin | 3:34,46    |
| 4             | GER  | Sarah Hofmann         | 3:41,52    |
| 5             | CZE  | Kateřina Dušková      | 3:43,52    |
| 6             | AUT  | Heidi Bucher          | 3:48,78    |
| Halbfinale    |      |                       |            |
| 7             | GER  | Lena Einsiedler       | 3:39,54    |
| 11            | SUI  | Ilaria Gruber         | 4:08,09    |
| Viertelfinale |      |                       |            |
| 20            | SUI  | Leandra Schöpfer      | 3:41,13    |
| 24            | AUT  | Katharina Engelhardt  | 3:45,92    |
| 30            | GER  | Hannah Lorenz         | 3:50,83    |

Datum: 29. Januar 2024

#### 7,5 km klassisch
| Platz | Land | Athletin              | Zeit (min) |
| ----- | ---- | --------------------- | ---------- |
| 1     | FIN  | Nelli-Lotta Karppelin | 22:19,6    |
| 2     | FRA  | Agathe Margreither    | 22:30,1    |
| 3     | FRA  | Annette Coupat        | 22:32,3    |
| 4     | SWE  | Elsa Tänglander       | 22:43,4    |
| 5     | GER  | Sarah Hofmann         | 22:44,4    |
| 6     | USA  | Neve Gerard           | 22:45,1    |
| 7     | ITA  | Marie Schwitzer       | 22:45,3    |
| 8     | AUT  | Heidi Bucher          | 22:50,7    |
| 9     | SUI  | Leandra Schöpfer      | 22:59,4    |
| 10    | EST  | Gerda Kivil           | 23:05,7    |
| …     |      |                       |            |
| 12    | GER  | Hannah Lorenz         | 23:14,3    |
| 15    | GER  | Lena Einsiedler       | 23:21,3    |
| 26    | AUT  | Katharina Engelhardt  | 24:07,2    |
| 29    | SUI  | Ilaria Gruber         | 24:28,2    |

Datum: 30. Januar 2024

### Mixed

#### 4 × 5 km Staffel
| Platz | Land | Athleten                                                                 | Zeit (min) |
| ----- | ---- | ------------------------------------------------------------------------ | ---------- |
| 1     | GER  | Sarah Hofmann Jonas Müller Lena Einsiedler Jakob Elias Moch              | 53:07,3    |
| 2     | FRA  | Agathe Margreither Gaspard Cottaz Annette Coupat Quentin Lespine         | 53:13,0    |
| 3     | SUI  | Leandra Schöpfer Nolan Gertsch Ilaria Gruber Maximilian Alexander Wanger | 53:13,3    |
| 4     | SWE  | Kajsa Johansson Måns Ravald Elsa Tänglander Tage Börjesson               | 53:13,8    |
| 5     | USA  | Rose Horning Benjamin Barbier Neve Gerard Tabor Greenberg                | 54:02,0    |
| 6     | CAN  | Leanne Gartner Eamon Wilson Aramintha Bradford Cedric Martel             | 54:25,9    |
| 7     | ITA  | Marie Schwitzer Marco Pinzani Vanessa Cagnati Federico Pozzi             | 54:29,4    |
| 8     | FIN  | Hanni Koski Topias Vuorela Nelli-Lotta Karppelin Kalle Tossavainen       | 54:29,8    |
| 9     | EST  | Gerda Kivil Toni Andree Saarepuu Herta Rajas Daniel Varikov              | 55:22,4    |
| 10    | CZE  | Kateřina Dušková Aleš Řezáč Eliška Polonská Eduard Simbartl              | 55:41,4    |
| 11    | AUT  | Heidi Bucher Niklas Walcher Katharina Engelhardt Elias Eischer           | 55:54,1    |

Datum: 1. Februar 2024